# Společnost vlasteneckých přátel umění
Společnost vlasteneckých přátel umění v Čechách (Privat Gesellschaft patriotischer Kunst-Freunde) byl spolek založený roku 1796 Františkem Josefem, hrabětem ze Šternberka a Manderscheidu v Praze. Iniciátorem založení Společnosti byl malíř, historik umění a obchodník Johan Jakob Quirin Jahn. Obrazárna Společnosti se spolu s Moderní galerií, založenou roku 1902 císařem Františkem Josefem I. stala po roce 1918 základem Národní galerie v Praze.

## Historické souvislosti
Po josefinských reformách (1780–1790) byla zrušena více než polovina klášterů v monarchii, jezuitský řád i řada kostelů a církev přestala být významným objednavatelem výtvarných děl. Tuto úlohu částečně převzala aristokracie, která již v období baroka založila rozsáhlé soukromé sbírky. Nejvýznamnější byly sbírky vybudované rody Černínů, Nosticů, Lobkoviců, významnými mecenáši umění byli hrabě František Antonín Špork (1662–1738) nebo Bedřich Silva-Tarouca (1816–1881).
Protože Rakousko v letech rostoucí centralizace moci pohlíželo na Prahu s despektem a postupně odtud odváželo do Vídně rozsáhlé soubory uměleckých předmětů (např. likvidovalo obrazárnu Pražského hradu), rozhodla se skupina vzdělaných aristokratů a měšťanů těmto tendencím čelit.

## Založení
Iniciátorem vzniku Společnosti byl František Josef hrabě Šternberk-Manderscheid, který vyrůstal v Porýní a byl žákem slavného kolínského sběratele Franze Wallrafa. Vzorem pro aktivity Společnosti bylo veřejně přístupné "Wallrafovo muzeum" a patrně rovněž lipská "Společnost učenců, krasoduchů, umělců a znalců umění" (zal. 1794) a norimberský "Kunstverein" (zal. 1792).
Soukromá Společnost vlasteneckých přátel umění byla založena v Praze dne 5. února 1796, patrně ve Šternberském paláci. Zakladateli Společnosti bylo osm představitelů šlechtických rodů: hrabě František Antonín Libštejnský z Kolovrat, František Josef hrabě Šternberk-Manderscheid, hrabě Jan Rudolf Černín z Chudenic, František Josef z Vrtby, Antonín Isidor Lobkowicz, Bedřich Mořic Nostic-Rieneck, Kristián Kryštof Clam-Gallas a Josef Čejka z Olbramovic. Prvním prezidentem byl na její druhé schůzi 5. 4. 1796 zvolen hrabě František Antonín Kolovrat-Novohradský, bývalý prezident vídeňské dvorské komory a významný sběratel grafiky a kresby. Dalšími zakládajícími členy byli malíř a historik umění Jan Jakub Quirin Jahn a přírodovědec a inženýr abbé Tobias Gruber, který Společnost propojoval s dříve založenou Královskou českou společností nauk. Zástupcem měšťanů, kteří tvořili menšinu členů, byli např. MUDr Jan Mayer a sběratel a znalec umění Ignác Veselý (dědeček Jaroslava Čermáka)
Ještě téhož roku začala Společnost budovat svou Obrazárnu. Ta měla soustředit zbytky uměleckého bohatství země, zabránit dalšímu ničení a vývozu uměleckých děl a sloužit výchovnému působení na veřejnost, zejména na studující mládež.
V roce 1800 spolek založil vysokou uměleckou školu, kterou nazval Akademií.  Prvním ředitelem Akademie byl Josef Bergler, narozený v Salcburku a působící předtím v Pasově. V roce 1802 zakoupila Společnost písemnosti zrušených malířských bratrstev z pozůstalosti Jana Jakuba Quirina Jahna, které se staly základem archivního fondu dnešní Národní galerie.

### Prezidenti Společnosti vlasteneckých přátel umění
- 1796–1802 František Antonín hrabě Kolowrat-Novohradský (1739–1802)[6]
- 1802–1830 František Josef hrabě Šternberk-Manderscheid (1763-1830)
- 1830–1838 Kristián Kryštof hrabě Clam-Gallas (1771-1838)
- 1839–1864 Ervín Felix hrabě Nostic-Rieneck
- 1865–1870 Bedřich hrabě z Thun-Hohenštejna (1810–1881)
- 1871–1888 Albrecht hrabě z Kounic (1829–1897)
- 1889–1911 Karel hrabě Buquoy-Longueval (1854-1911)
- 1912–1918 Ervín hrabě Nostic-Rieneck (1863–1931)

### Jednatelé Společnosti vlasteneckých přátel umění
- 1796–1799 Josef hrabě Čejka z Olbramovic
- 1800–1802 František Josef hrabě Šternberk-Manderscheid
- 1802–1817 Antonín Isidor kníže z Lobkovic
- 1818–1830 Kristián Kryštof hrabě Clam-Gallas
- 1831–1839 Jan Ritter z Rittersbergu
- 1840–1845 Kristián svobodný pán Koc z Dobrše
- 1845–1850 Bedřich hrabě z Thun-Hohenštejna
- 1850–1852 Hugo hrabě Salm-Reifferscheid[7]
- 1853–1861 Albert hrabě Nostitz-Rieneck
- 1861–1865 František hrabě Thun-Hohenstein
- 1866–1868 Cornelius Schäffner
- 1869–1878 Bedřich hrabě Schönborn
- 1879–1887 Josef Neumann
- 1888 Lev hrabě Thun-Hohenstein
- 1889–1909 Vojtěch rytíř Lanna
- 1910–1911 František Antonín hrabě Thun-Hohenstein
- po roce 1912 byla funkce jednatele spojena s funkcí předsedy Společnosti

## Sbírky
Podle původních stanov, které platily do roku 1835, nesměla Společnost vlastnit žádné obrazy a všechna vystavená díla byla zapůjčena. Pokud některé obrazy zakoupila, byly obratem nabízeny v dražbách k prodeji. Tím podnítila sběratelský zájem a než se podařilo díla prodat, byla vystavována pro veřejnost.  Ke změně stanov došlo až při založení Krasoumné jednoty a od roku 1835 byl budován sbírkový fond galerie.
Záhy po založení společnosti se jejím jménem hrabě František Šternberk roku 1797 obrátil na císaře i inspektory Pražského hradu s žádostí o zapůjčení obrazů, které měli ve svých bytech císařští úředníci, nebo byly uloženy ve skladech. Žádosti bylo vyhověno, společnost tak na čas získala z Hradu 67 obrazů již 1. dubna 1797, dalších 32 kusů roku 1802. Stísněné výstavní prostory je neumožnily všechny vystavit, některé byly uskladněny. Od roku 1836 se obrazy začaly Hradu vracet, velká část se následně dostala navždy do Vídně. 
Obrazárna postupně sídlila v Černínském a Šternberském paláci a teprve roku 1895, při 90. výročí od založení Společnosti, získala stálé prostory v nově otevřeném Rudolfinu. Po vzniku Československa bylo Rudolfinum částečně přestavěno pro potřeby Parlamentu a výstavní prostory byly omezovány, až nakonec roku 1929 dostala Obrazárna výpověď. Ministerstvo školství nabídlo Společnosti na dobu pěti let nové prostory v Ústřední knihovně hlavního města Prahy. Obrazárna Společnosti tvořila po 140 let ústřední českou veřejnou galerii umění.  Po vzniku republiky v roce 1918 měla Obrazárna Společnosti ve svých sbírkách vedeno pouze 30 obrazů původem z Pražského hradu.

## Vznik Národní galerie
Po vzniku československého státu bylo rozhodnuto, že sbírkový fond Společnosti bude základem Národní galerie.
Společnost vlasteneckých přátel umění v Praze existovala až do roku 1950, kdy byly státem všechny společenské organizace buď zrušeny, či pozměněny v rámci Národní fronty. V roce 1992 byla založena Společnost přátel Národní galerie v Praze, která považuje spolek vzniklý roku 1796 za svého předchůdce.